# Langweer
Langweer (fryz. Langwar) – wieś położona w północnej Holandii, we Fryzji, w gminie De Fryske Marren. Do 2014 roku wieś znajdowała się na obszarze gminy Scharsterland. W 2023 roku miejscowość liczyła 1045 mieszkańców.
Wieś po raz pierwszy wzmiankowana w 1275 roku jako Languere, następnie pojawia się w źródłach w 1320 roku już jako Lancwerie.